# Мортимер, Маргарет
Маргарет Мортимер (англ. Margaret Mortimer; 2 мая 1304 — 5 мая 1337) — английская аристократка, дочь Роджера Мортимера, 1-го графа Марча, и Жанны де Женевиль, 2-й баронессы Женевиль в своём праве (suo jure). Принадлежала по рождению к одному из самых влиятельных родов Валлийской марки. В мае 1319 года отец выдал Маргарет за Томаса Беркли — сына и наследника Мориса Беркли, 2-го барона Беркли. И Мортимер, и оба Беркли в 1321 году присоединились к мятежу против короля Эдуарда II, который закончился неудачей. Все они оказались в заточении, Маргарет тоже арестовали. С 1324 года она находилась под надзором в аббатстве Шулдхэм в Норфолке, где на её содержание выделялась скромная сумма — 15 пенсов в неделю.
В 1326 году Роджер Мортимер, сбежавший из заключения, возглавил мятеж, сверг Эдуарда II и стал фактическим правителем Англии. Маргарет получила свободу, её муж принял наследство и стал 3-м бароном Беркли. В 1329 году римский папа специальной буллой подтвердил статус детей Маргарет как рождённых в законном браке. Баронесса умерла 5 мая 1337 года и была похоронена в аббатстве Святого Августина в Бристоле.
В браке Маргарет Мортимер и Томаса Беркли родились:
- Морис Беркли (1330—1368), 4-й барон Беркли[7];
- Роджер Беркли;
- Альфонсо Беркли;
- Джоан Беркли (умерла в 1339), жена Реджинальда Кобема, 1-го барона Кобема из Стерборо[8].